# Kabaret Młodych Panów
Kabaret Młodych Panów – polska grupa kabaretowa, założona w Rybniku w 2004 roku. 
Premiera ich pierwszego programu pt. „My naprawdę chcemy pracować” odbyła się 7 października 2004 roku podczas IX Rybnickiej Jesieni Kabaretowej. Grupa od tamtej pory wydała sześć oficjalnych DVD: Liga Kabaretów – Kabaret Młodych Panów (2007), Z Młodymi jak najbardziej (2009), Bezczelnie Młodzi (2012), 10/10 czyli urodziny (2015), Ślązisz is easy (2019) i Bogowie (2019)

## Skład
- Robert Korólczyk (ur. 17 września 1976 w Rybniku, obecnie mieszka w Świdnicy), autor tekstów skeczów
- Mateusz „Banan” Banaszkiewicz (ur. 15 lipca 1979 roku w Rybniku), autor niektórych tekstów skeczów
- Bartosz Demczuk (ur. 30 września 1976 roku w Zgorzelcu)
- Łukasz „Kaczor” Kaczmarczyk (ur. 6 sierpnia 1980 roku w Rybniku); autor tekstów skeczów i piosenek; występuje również w kabarecie Para Numer Dwa wspólnie z Ewą Błachnio
- Maciej Trzciński - manager koncertowy
- Tomasz Alber (zmarł 17 lutego 2019) - manager koncertowy.
- Olga Polny - PR manager

## Nagrody
2008
- 24. PAKA, Kraków – wyróżnienie i Nagroda Przechodnia w postaci walizki Kabaretu Potem za najlepszy rekwizyt;
- Nagroda „człowiek roku” portalu rybnik.com.pl w kategorii kultura;
- Kataryniarze, czyli Kabaretowa Rewelacja Roku, Warszawa – zwycięstwo w kategorii „Salonowa maskotka roku”.

2007:
- Złote Koryto Kabaretów i Złote Koryto Publiczności, Rybnicka Jesień Kabaretowa „Ryjek”, Rybnik.
- Grand Prix i indywidualna nagroda za osobowość dla Mateusza Banaszkiewicza, XXVIII Lidzbarskie Wieczory Humoru i Satyry, Lidzbark Warmiński.
- I miejsce oraz Nagroda Publiczności, XXIII PaKA, Kraków.
- IV Śląska Olimpiada Kabaretowa, Katowice – zwycięstwo;
- Nagroda Prezydenta Miasta Rybnik.

2006:
- Nagroda im. Ignacego Krasickiego za najlepsze teksty satyryczne, XXVII Lidzbarskie Wieczory Humoru i Satyry, Lidzbark Warmiński.
- Grand Prix, VII PrzeWAŁka, Wałbrzych.
- III miejsce, XXII PaKA, Kraków.
- III miejsce, III Ogólnopolski Festiwal Piosenki Kabaretowej O.B.O.R.A., Poznań.
- III miejsce, VII Festiwal Dobrego Humoru, Gdańsk.

2005:
- I miejsce, XXVI Lidzbarskie Wieczory Humoru i Satyry, Lidzbark Warmiński.
- II miejsce, XXI PaKA, Kraków.
- III miejsce, VI Festiwal Dobrego Humoru, Gdańsk.
- Nagroda za najlepszy skecz, XXI PaKA, Kraków.